# 栋克尔
栋克尔（法語：Domqueur，法語發音：[dɔ̃kœʁ]）是法国上法兰西大区索姆省的一个市镇，位于该省北部偏西，属于阿布维尔区。

## 地理
栋克尔（50°6'52"N, 2°2'57"E）面积8.37 平方千米，位于法国上法蘭西大區索姆省，该省份为法国北部沿海省份，北起加来海峡省和北部省，西接滨海塞纳省和大西洋英吉利海峡，南至瓦兹省，东临埃纳省。
与栋克尔接壤的市镇（或旧市镇、城区）包括：梅尼勒栋克尔、阿伊勒欧克洛谢、埃尔尼、弗朗克维尔、弗朗叙、戈朗夫洛、迈松罗朗。

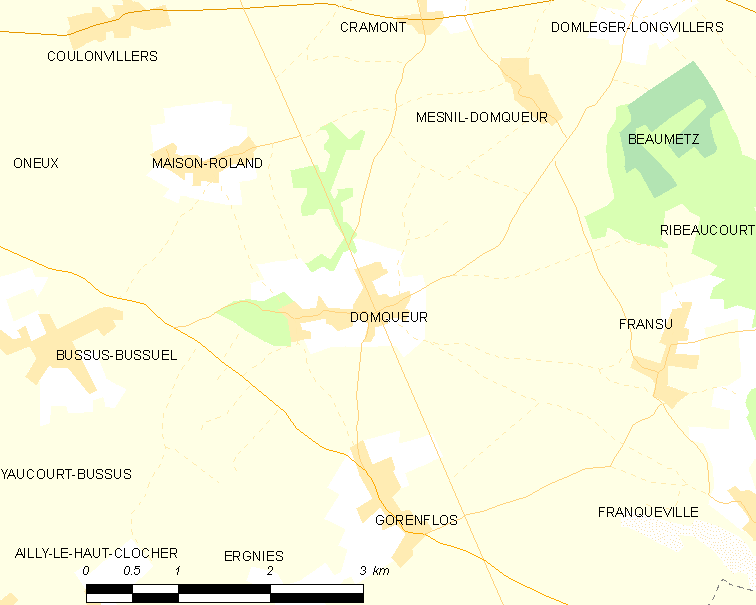
栋克尔的OSM定位图

栋克尔的时区为UTC+01:00、UTC+02:00（夏令时）。

## 行政
栋克尔的邮政编码为80620，INSEE市镇编码为80249。

## 政治
栋克尔所属的省级选区为吕镇县。

## 人口

1962-2008年间栋克尔人口变化图示

栋克尔于2022年1月1日时的人口数量为305人。